# 台湾農林
台湾農林股份有限公司は、紅茶デパート、土地開発、観光レジャー農園などを事業範囲とし、台湾の新竹県湖口郷に本社を置く。2019年、三陽工業グループの呉清源氏が董事長に就任した。

## 沿革

### 三井時期
日本の三井物産を前身とする台湾農林は、1899年に海山郡（台北州）と大渓郡（新竹州）に製茶工場を設立し、新しい製茶機械を購入し、台湾の茶業を大規模に発展させた。 日本政府は、台湾茶と現地の緑茶との競合を避けるため、台湾での紅茶の生産・販売を奨励し、三鼎組合は台北州から新竹州にかけての丘陵地帯に植林と茶園を設け、角板山、大豹、大寮、亀山、磺窟、乾溝、三叉、銅鑼湾などに製茶工場を設立し、イギリスの「リプトン紅茶」に対抗するため、日東紅茶という自社ブランドを立ち上げた。 この時期、台湾の紅茶の輸出量は徐々にウーロン茶やパック茶の輸出量を上回っていった。 1937年、三井物産は台湾紅茶を「フォルモサ紅茶」と命名し、イギリスのロンドンオークションに出品し、好評を博した。 しかし、太平洋戦争勃発後、台湾の茶園は被害を受け、茶園の作付面積が減少したため、茶業界は苦境に立たされ、徐々に回復したのは終戦後のことである。

### 戦後時期
台湾農林の経営は林晋延が担っているが、2010年に土地開発業者の詹聯凱が経営陣に加わり、両者の理念が一致せず、長い間グループ内で争いが起きていた。 三陽工業の呉慶源が台湾農林に加入した2017年、3者が共通のガバナンスを形成し、呉慶源が台湾農林の会長に就任した2019年になって初めて、長期的な運営をめぐるグループ内の争いがやや沈静化した。

## 茶園、觀光部門

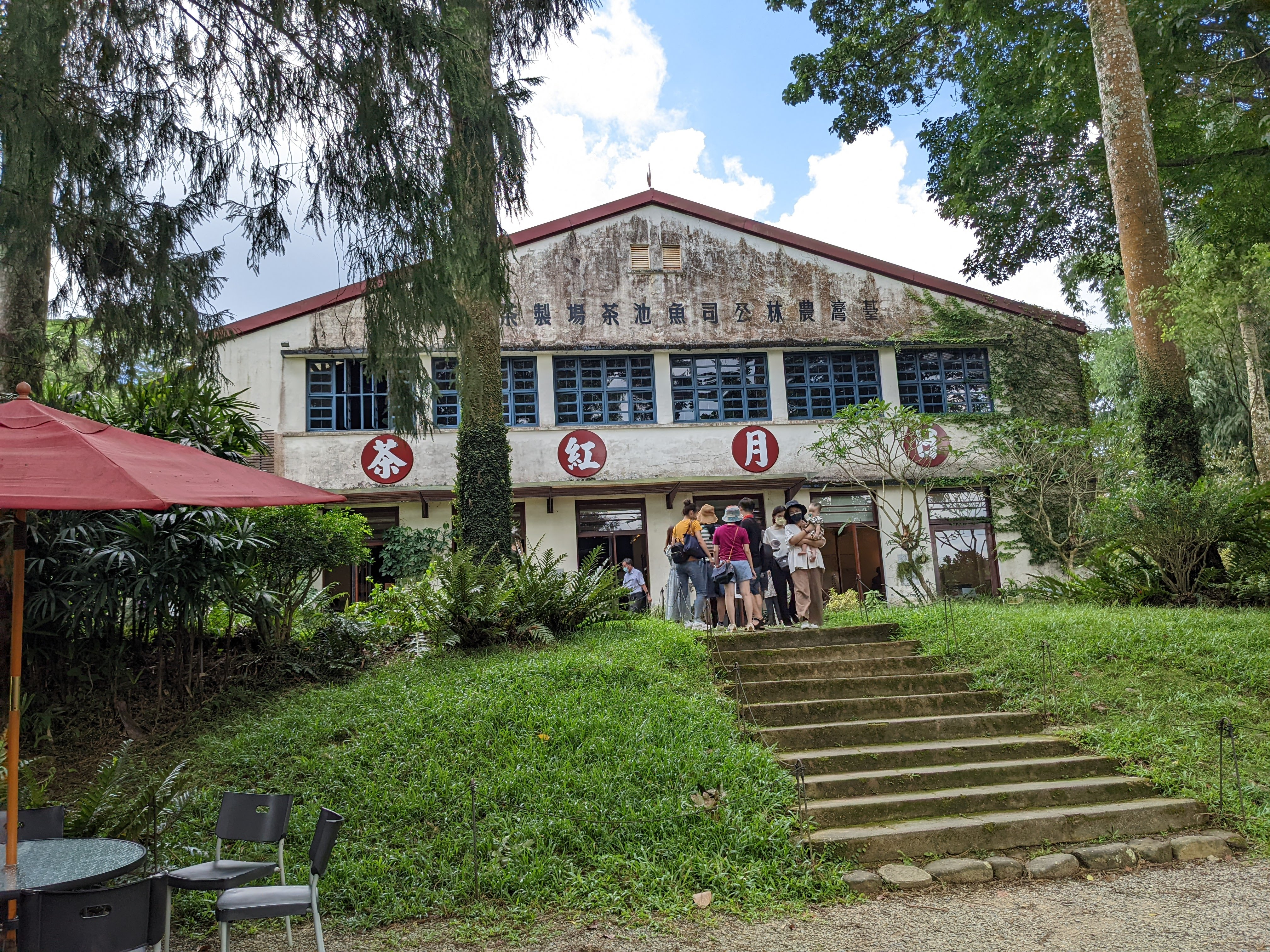
日月老茶廠，地址：555 南投県魚池鄉中明村有水巷38號。

### 製造部門
- 熊空茶廠
- 三義茶廠
- 魚池茶廠
- 老埤茶廠

### 観光レジャ部門
- 大寮茶文館
- 大溪老茶廠
- 銅鑼茶廠
- 日月老茶廠
- 鹿篙咖啡莊園
- 企總小舖